# Temerin
Temerin (serbisch-kyrillisch Темерин) ist eine Stadt im Okrug Južna Bačka in  der Vojvodina, Serbien, mit knapp 20.000 Einwohnern. Sie ist Verwaltungssitz der Opština Temerin, in der ungefähr 28.000 Einwohner leben (Zensus von 2011). Magyaren stellen mit einem Drittel der Bevölkerung die größte Minderheit.

## Geographie
Temerin liegt im Nordosten der Batschka. Im Osten liegt Žabalj, im Norden Srbobran, im Westen Vrbas und Sirig und im Süden Novi Sad. Im Norden der Stadt fließt der Fluss Jegrička, durch die Stadt verläuft ein Kanal. 

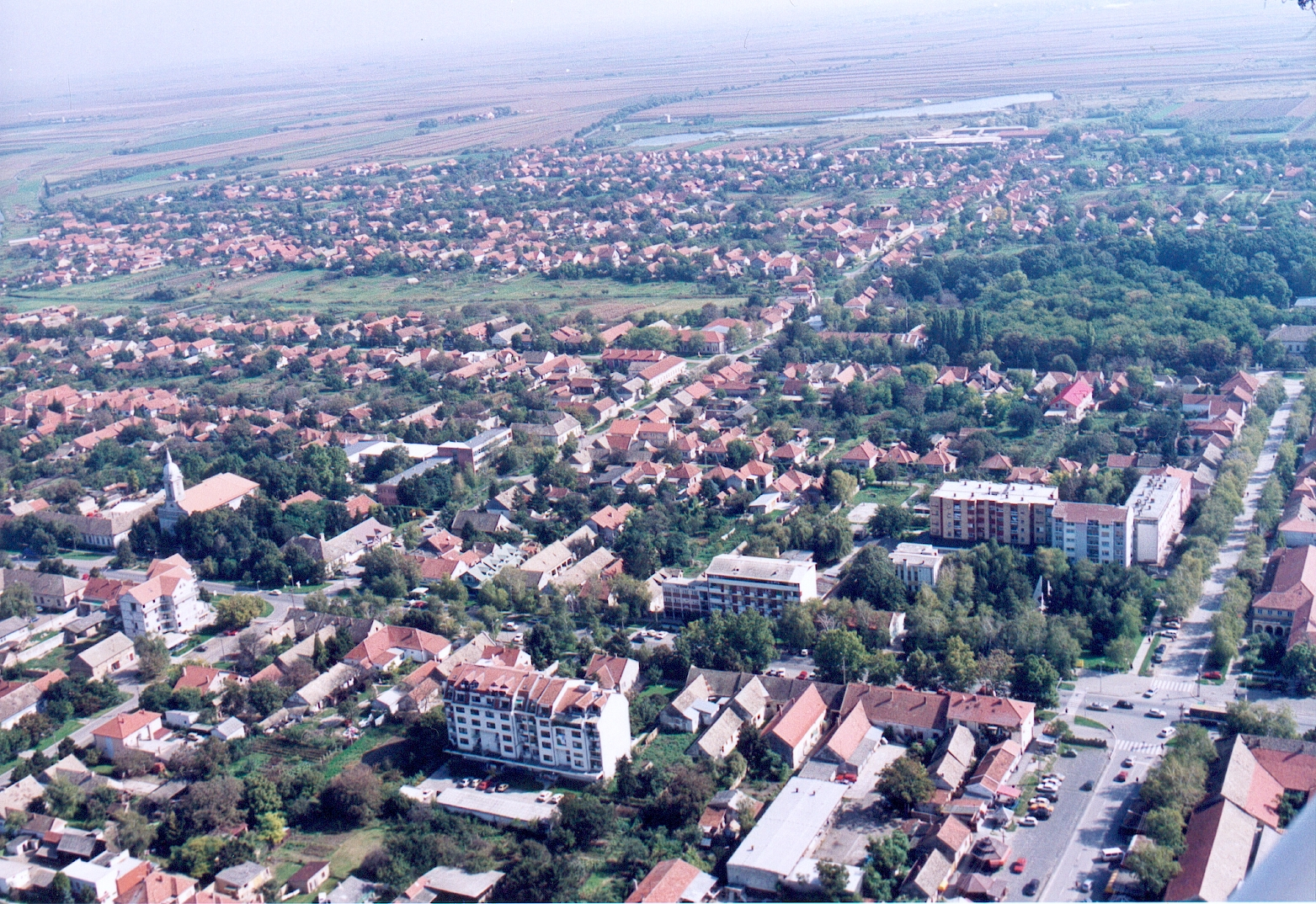
Stadtzentrum von Temerin

Die beiden Fernstraßen 102 (Novosadska) und 112 (Čaki Lajoša) kreuzen sich direkt im Zentrum von Temerin. Zur Autobahn Budapest – Novi Sad (Europastraße 75) beträgt die Entfernung sowohl in westliche, als auch in südliche Richtung jeweils 13 km. Der 1899 eröffnete Bahnhof wurde mittlerweile stillgelegt.

## Trivia
Magdalena Müller, die Großmutter des österreichischen Bundeskanzlers Sebastian Kurz, stammt aus Bački Jarak und wurde in Temerin geboren. Sie wurde bei Kriegsende mit ihrer Familie vertrieben.

## Söhne und Töchter der Stadt
- Lukijan Mušicki (1777–1837), Bischof, Schriftsteller und Lyriker
- Cajetan Mussoni (1837–1897), Theologe und Ordenspriester
- Miklós Szécsen (1857–1926), Großgrundbesitzer, Hofmarschall und Diplomat Österreich-Ungarns
- Alpár Losoncz (* 1958), Philosoph und Wirtschaftswissenschaftler
- Marica Perišić (* 2000), Judoka